# La Vie en Rose (bài hát của Iz*One)
"La Vie en Rose" (tiếng Hàn: 라비앙로즈; Romaja: Rabiangrojeu) là đĩa đơn đầu tay của nhóm nhạc nữ Hàn Quốc–Nhật Bản IZ*ONE, được Off the Record Entertainment phát hành vào ngày 29 tháng 10 năm 2018 với tư cách là đĩa đơn từ mini-album đầu tay của nhóm COLOR*IZ. Bài hát được sáng tác bởi MosPick Music Producing Group của Cube Entertainment.

## Doanh số
"La Vie en Rose" đạt vị trí thứ nhất trên ba bảng xếp hạng âm nhạc lớn của Hàn Quốc, bao gồm Bugs, Soribada và Mnet. Bài hát cũng đứng đầu bảng xếp hạng đĩa đơn K-pop của iTunes tại hai quốc gia, cũng như lọt vào top 10 tại tám quốc gia khác. Bài hát xuất hiện lần đầu tiên ở vị trí thứ 6 trên bảng xếp hạng World Digital Song Sales của Billboard. Tính đến tháng 3 năm 2020, bài hát đã bán được 100.000 bản tại Mỹ.

## Bảng xếp hạng
| Bảng xếp hạng (2018)               | Thứ hạng cao nhất |
| ---------------------------------- | ----------------- |
| Nhật Bản (Japan Hot 100)           | 22                |
| Malaysia (RIM)                     | 19                |
| Singapore (RIAS)                   | 9                 |
| Hàn Quốc (Gaon)                    | 14                |
| Hàn Quốc (Kpop Hot 100)            | 11                |
| Mỹ World Digital Songs (Billboard) | 6                 |

## Giải thưởng
| Ấn phẩm   | Giải thưởng                                    | Thứ hạng | Tham khảo |
| --------- | ---------------------------------------------- | -------- | --------- |
| Billboard | 100 bài hát K-pop xuất sắc nhất thập niên 2010 | 62       | [ 14 ]    |

### Chương trình âm nhạc
| Chương trình       | Ngày                 | Tham khảo |
| ------------------ | -------------------- | --------- |
| M Countdown (Mnet) | 8 tháng 11 năm 2018  | [ 15 ]    |
| The Show (SBS MTV) | 13 tháng 11 năm 2018 | [ 16 ]    |
| The Show (SBS MTV) | 20 tháng 11 năm 2018 | [ 17 ]    |